# Panika lat 1796–1797
Panika lat 1796–1797 – seria załamań na atlantyckich rynkach kredytowych, która doprowadziła do szerszego spadku koniunktury zarówno w Stanach Zjednoczonych jak i w Wielkiej Brytanii. W Stanach Zjednoczonych problemy pojawiły się po raz pierwszy gdy bańka spekulacyjna pękła w 1796 roku. Kryzys pogłębił się i przerodził w szersze załamanie kiedy Bank Anglii zawiesił płatności monetami 25 lutego 1797 roku w ramach ograniczeń, regulowanych przez Bank Restriction Act 1797. Władze banku obawiały się upadłości, kiedy angielscy właściciele kont zaniepokojeni ewentualną inwazją francuską zaczęli wycofywać własne depozyty. W połączeniu z załamaniem, rozkładał się amerykański rynek nieruchomości, a działania Banku Anglii miały rozwinąć deflacyjne reperkusje wobec rynków finansowych i handlowych w strefie przybrzeżnej w Stanach Zjednoczonych i na Karaibach na przełomie wieków.
W 1800 roku kryzys doprowadził do upadku wielu znanych przedsiębiorstw handlowych w Bostonie, Nowym Jorku, Filadelfii i Baltimore, a także do uwięzienia wielu amerykańskich dłużników. Wśród nich był słynny finansista czasów rewolucji, Robert Morris i jego wspólnik James Greenleaf, którzy byli inwestorami na dużych obszarach Adirondack w stanie Nowy Jork. James Wilson był zmuszony do spędzenia reszty życia dosłownie w ucieczce przed wierzycielami, aż do śmierci w domu przyjaciela w Edenton w Karolinie Północnej. George Meade, dziadek generała z czasów wojny secesyjnej, George’a Gordona Meade został zrujnowany inwestycjami w ziemie zachodnich stanów i zmarł jako bankrut. Skandale związane z tymi i innymi incydentami spowodowały przyjęcie przez Kongres Bankruptcy Act of 1800. Ustawa Bankruptcy Act of 1800 była uchylona po trzyletnim okresie obowiązywania w 1803 roku.